# Freweyni Hailu
Freweyni Hailu Gebreezibeher (ur. 12 lutego 2001) – etiopska lekkoatletka, biegaczka średniodystansowa.

## Osiągnięcia sportowe
Zajęła 5. miejsce w biegu na 800 metrów na mistrzostwach świata juniorów w 2018 w Tampere oraz 4. miejsce na mistrzostwach Afryki juniorów w 2019 w Abidżanie. Odpadła w eliminacjach biegu na 800 metrów na igrzyskach afrykańskich w 2019 w Rabacie.
Zajęła 4. miejsce w biegu na 1500 metrów na igrzyskach olimpijskich w 2020 w Tokio.
14 sierpnia 2001 w Zagrzebiu zajęła 2. miejsce w biegu na 2000 metrów, w którym Francine Niyonsaba ustanowiła rekord świata z wynikiem 5:21,56. Hailu uzyskała czas 5:25,86, który jest 3. wynikiem w historii (stan na marzec 2022).
Zdobył srebrny medal w biegu na 800 metrów na halowych mistrzostwach świata w 2022 w Belgradzie, przegrywając jedynie z Ajeé Wilson ze Stanów Zjednoczonych, a wyprzedzając Halimah Nakaayi z Ugandy.
W 2024 wywalczyła złoty medal halowych mistrzostw świata w Glasgow w biegu na 1500 metrów, natomiast rok później zdobyła złoto halowego światowego czempionatu w Nankinie na dystansie dwukrotnie dłuższym.

## Rekordy życiowe
Rekordy życiowe Hailu:
- bieg na 800 metrów – 1:57,57 (20 czerwca 2021, Chorzów)
- bieg na 800 metrów (hala) – 2:00,46 (27 stycznia 2023, Karlsruhe)
- bieg na 1000 metrów (hala) – 2:40,86 (5 września 2021, Liévin)
- bieg na 1500 metrów – 3:54,16 (30 sierpnia 2024, Rzym)
- bieg na 1500 metrów (hala) – 3:55,28 (6 lutego 2024, Toruń) 3. wynik w historii światowej lekkoatletyki
- bieg na milę – 4:14,79 (21 lipca 2023, Monako) 5. wynik w historii światowej lekkoatletyki
- bieg na milę (hala) – 4:17,36 (30 stycznia 2024, Ostrawa) 6. wynik w historii światowej lekkoatletyki
- bieg na 2000 metrów – 5:25,86 (14 września 2021, Zagrzeb) rekord Etiopii
- bieg na 3000 metrów (stadion) – 8:26,61 (16 lipca 2023, Chorzów)
- bieg na 3000 metrów (hala) – 8:19,98 (13 lutego 2025, Liévin) 3. wynik w historii światowej lekkoatletyki
- bieg na 5000 metrów – 14:20,61 (25 maja 2024, Eugene)